# 国際ラケットボールツアー
国際ラケットボールツアー（International Racquetball Tour、IRT）は、世界のベストプレーヤーが参加するラケットボールのプロツアー戦を開催する団体である。本部はカリフォルニア州マリエータ。
IRTの主な目的は、プロラケットボール競技の拡大と、ラケットボールを公共に広めることである。

## 沿革
1990年に設立、シーズン期間は8～5月で、30を超える公認大会が北米、南米のいたる場所で開かれる。
2007年から日本でもIRTジャパンとして公認大会がスタートした。
IRTイベントで、最も注目される大会は「US OPEN」である。US OPENでは世界各国から700人以上のプロおよびアマチュア選手が参加する。試合の様子はナショナルTVやローカルTVでも放送される。
ツアーには300人以上のラケットボールプロ選手が参加し、選手達は各大会で熱いプレーを披露してくれる。プロ選手のアクロバットなプレーと300kmを超えるボールのスピードは観客を圧倒する。